# Eulenspiegelturm

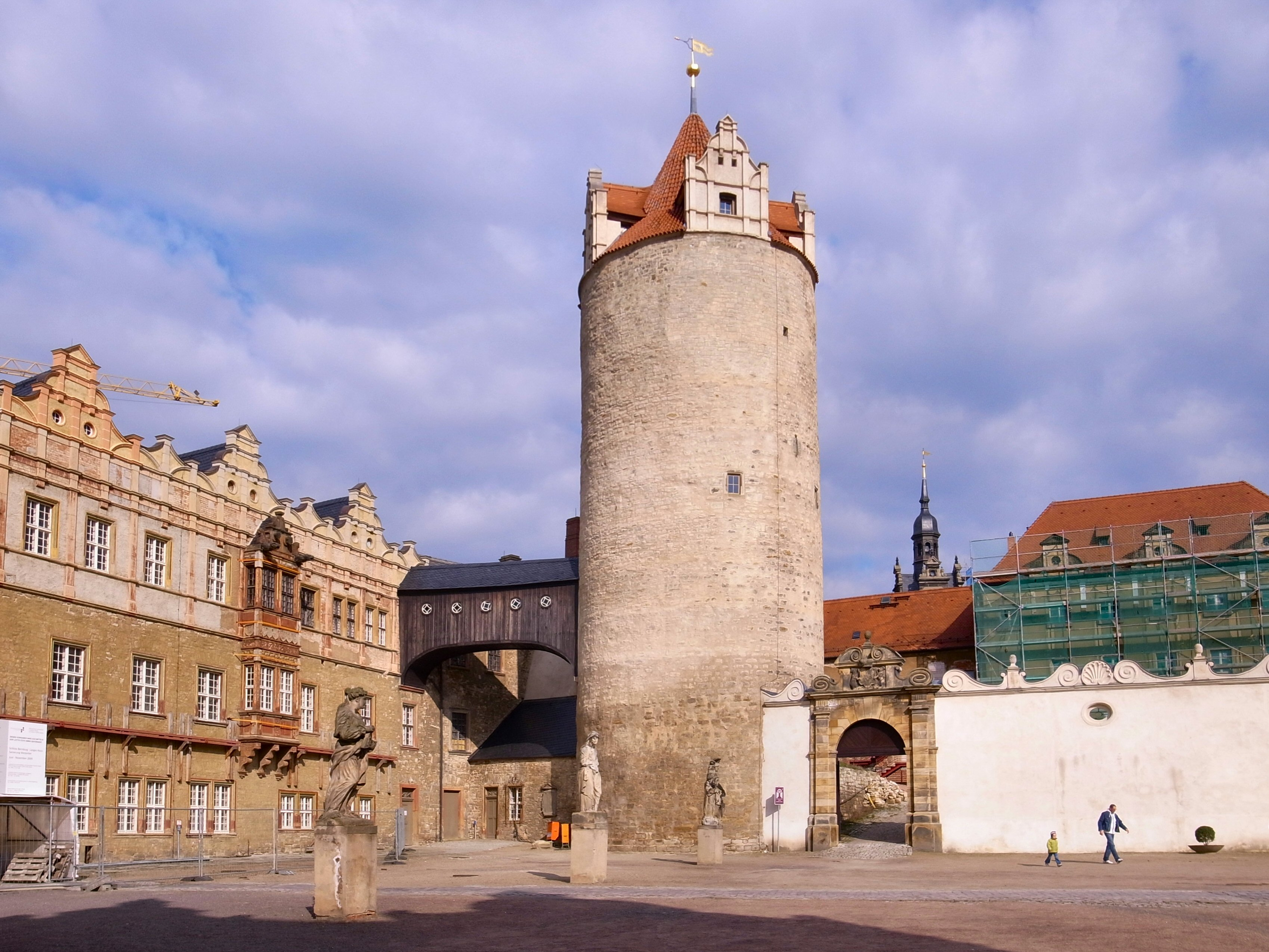
Eulenspiegelturm Bernburg

Der Eulenspiegelturm in Bernburg, im
Salzlandkreis in Sachsen-Anhalt gilt als das größte Denkmal des Volkshelden Till Eulenspiegel, der von 1300 bis 1350 gelebt haben soll und als der bekannteste Schelm und Schalksnarr Deutschlands gilt.
Der Eulenspiegelturm, ein Rundturm, ist der mächtige Bergfried von Schloss Bernburg, hier soll sich „Eulenspiegel“ um 1325 als Turmbläser verdingt und dort in einer Kammer eine kurze Zeit gelebt haben.
Seit dem 9. Juli 2004 ist Eulenspiegel, in Form einer lebensgroßen Puppe, wieder in seiner Turmkammer zu besichtigen. Auf Knopfdruck erzählt er den Besuchern eine seiner Geschichten.